# 핸서 알베르토
핸서 알베르토 (Hanser Alberto, 1992년 10월 17일 ~ )는 도미니카 공화국의 야구 선수이다.